# Ulf Larsson

För andra personer med samma namn, se Ulf Larsson (olika betydelser).  
Ulf Sigfrid "Uffe" Larsson, född 1 juli 1956  i Bromma, Stockholm, död 28 september 2009 i Sundbyberg, Stockholms län, var en svensk skådespelare, komiker, regissör, programledare samt teaterdirektör för Nya Casinoteatern.

## Biografi
Ulf Larsson stod första gången på scen när han var fyra år och Egon Kjerrman lyfte upp honom på Berns stora scen. Han började tidigt med teater hemma i Täby, först med Peter Dalle och Pontus Enhörning, och sedan de fått kommunuppdrag bildade han och Dalle Cocosteatern år 1976. Larsson medverkade i sketcher i radioprogrammet Metropol i P3. 1986 medverkade han i Hannes Holms och Måns Herngrens Namnsdagsserien, och slog igenom året därefter som Storebror i barnprogrammet Bröderna Olsson i Hannes Holms regi. Han berättade historier i Pratmakarna och blev verkligt folkkär som programledare för Söndagsöppet som han ledde i nio år från och med 1992. Under en kort period var han även programledare för Blåsningen på TV3. Här bör även nämnas komediserien Kusiner i kubik från 1992 där han spelade mot Claes Malmberg och Sickan Carlsson.
På teaterscenen spelade han bland annat revy med Bosse Parnevik och Arlövsrevyn och gjorde stora komediroller i uppsättningar som Charleys Tant och Spanska flugan på Intiman, för den senare nominerades han till Guldmasken. Han producerade och författade även föreställningar, exempelvis en hyllning till sin idol Thor Modéen och en pjäs om Nacka Skoglunds liv. Med god hjälp av casino-legenden Gösta Krantz gjorde han några försök att skaka liv i de klassiska casinorevyerna och drev mot slutet av sitt liv en egen teater, Nya Casinoteatern.
1995 skrev han boken Kvartingen som sprängdes, där han berättade om sin alkoholism. Larsson var nykter sedan i december 1987. 
Under några år fram till 2006 intervjuade han sina idoler varje månad i TV Sydväst i programmet Larsson med gäster, däribland Magnus Härenstam, Ulf Brunnberg, Robert Wells, Steffo Törnquist, Arne Weise och Börje Salming.
Larsson bildade 2008 tillsammans med dansaren Christina Samuelsson par i tredje svenska säsongen av Let's Dance i TV4. Paret blev det första av tolv som röstades ut ur tävlingen. Hans sista framträdande skedde i revyn Hjälp jag är med i Uffes revy på Folkets hus i Åby den 26 september 2009.
I september 2009 hittades Larsson livlös i sitt hem av sambon Lillemor Torsslow. Ambulans tillkallades men han konstaterades vara död; obduktion visade att orsaken var ett bråck på stora kroppspulsådern som hade brustit och orsakat en inre blödning. Han är begravd på Norra begravningsplatsen utanför Stockholm.

## Filmografi (urval)
- 1980 – Cirkeln som inte bröts
- 1986 – Asterix och britterna (röst som Obelix)
- 1988 – PS Sista sommaren
- 1989 – Asterix – bautastenssmällen (röst som Obelix)
- 1989 – Hassel – Säkra papper (som Hjalmar Bodin)
- 1992 – Kusiner i kubik (TV-serie)
- 1998 – Mulan (röst som Chien-Po)
- 1998 – Det magiska svärdet – Kampen om Camelot (röst som Cornwall)
- 1999 – Ett litet rött paket (TV-serie)
- 1999 – Raymond - sju resor värre
- 2000 – Jönssonligan spelar högt (som sig själv)
- 2000 – Livet är en schlager (som sig själv)
- 2000 – Svanen och trumpeten (röst)
- 2003 – Talismanen (TV-serie) (taxichef)
- 2004 – Mulan 2 (röst som Chien-Po)
- 2006 – Asterix och vikingarna (röst som Obelix)

## Teater

### Roller (urval)
| År   | Roll                    | Produktion                                      | Regi            | Teater            |
| ---- | ----------------------- | ----------------------------------------------- | --------------- | ----------------- |
| 1987 | Medverkande             | Parneviks Oscarsparty, revy Bosse Parnevik      | Yngvar Numme    | Oscarsteatern     |
| 1993 | Medverkande             | Parneviks Cirkusparty, revy Bosse Parnevik      | Anders Albien   | Cirkus, Stockholm |
| 1995 |                         | Min mamma herr Albin Jean Poiret                | Hans Bergström  | Folkan            |
| 1997 | Henrik Malm             | Spanska flugan Franz Arnold och Ernst Bach      | Thomas Ryberger | Intiman           |
| 1999 | Lord Fancourt Babberley | Charleys tant Brandon Thomas                    | Thomas Ryberger | Intiman           |
| 2000 |                         | Lorden från gränden L. Arthur Rose och Noel Gay | Thomas Ryberger | Intiman           |
| 2003 |                         | Bussresan Ulf Larsson                           | Ulf Larsson     | Vasateatern       |
| 2003 | Medverkande             | Arlövsrevyn                                     |                 | Arlövs teater     |
| 2004 | Polisen Karlsson        | Söderkåkar Gideon Wahlberg                      | Ulf Larsson     | Tantogården       |
| 2004 | Medverkande             | Vilken OSis, revy Ulf Larsson                   | Ulf Larsson     | Nya Casinoteatern |
| 2005 |                         | Artisten - Nacka Skoglund Story Ulf Larsson     | Ulf Larsson     | Nya Casinoteatern |

### Regi (urval)
| År   | Produktion                      | Upphovsmän      | Teater            |
| ---- | ------------------------------- | --------------- | ----------------- |
| 2003 | Bussresan                       | Ulf Larsson     | Vasateatern       |
| 2004 | Söderkåkar                      | Gideon Wahlberg | Tantogården       |
| 2004 | Vilken OSis, revy               | Ulf Larsson     | Nya Casinoteatern |
| 2005 | Artisten - Nacka Skoglund Story | Ulf Larsson     | Nya Casinoteatern |